# Муцио, Клаудия
Клаудия Муцио (итал. Claudia Muzio; 7 февраля 1889, Павия, Ломбардия, Италия — 24 мая 1936, Рим, Италия) — итальянская певица (лирико-драматическое сопрано).

## Биография
С 1910 пела в театрах Италии и других стран (многие годы в США и в странах Латинской Америки) За яркое трагедийное дарование была прозвана «Дузе оперной сцены». В репертуаре выделялись партии в операх Джузеппе Верди и Джакомо Пуччини. Первая исполнительница партии Джорджетты в опере «Плащ». Тайна её преждевременной смерти осталась нераскрытой.
Она была найдена мертвой 24 мая 1936 года, в возрасте 47 лет, в гостиничном номере в Риме, после продолжительной  болезни. Многие предполагали о возможных причинах смерти, предполагая, что даже самоубийство. На самом деле, у неё было очень плохое здоровье  и все больше отказывалась от выступлений. 
Похоронена на Кладбище Верано в Риме.

## Оперные партии
- «Травиата» Верди — Виолетта
- «Отелло» Верди — Дездемона
- «Тоска» Пуччини — Тоска
- «Богема» Пуччини — Мими
- «Плащ» Пуччини — Джорджетта